# Nautilus macromphalus
Nautilus macromphalus es una especie de molusco cefalópodo de la familia Nautilidae nativa de las aguas que rodean Nueva Caledonia y hacia el noreste de Australia. A la concha de esta especie le falta el callo, dejando el ombligo expuesto. Como todas las especies de Nautilus, N. macromphalus acostumbra a vivir en las profundidades, a muchos centenares de metros. Los tentáculos de esta especie son largos y delgados. Se trata de la especie de nautilo más pequeña. La concha suele medir alrededor de 16 cm de diámetro, aunque el espécimen más grande medía 180 mm.